# 山田午郎
山田 午郎 (やまだ ごろう、1894年〈明治27年〉3月3日 - 1958年〈昭和33年〉3月9日）は、福島県安達郡二本松町 (現：二本松市)出身のサッカー選手、サッカー指導者。「サッカージャーナリストの草分け」と呼ばれる人物。

## 経歴
高等小学校を卒業し地元の小学校で代用教員を務めた後、東京府青山師範学校に入学しサッカーを学んだ。1917年（大正6年）に青山師範を卒業して小学校の教員として勤務する傍ら、内野台嶺の勧誘により東京蹴球団に入団。1921年（大正10年）の第1回全国優勝大会（現在の天皇杯）決勝では右のHBとして出場し優勝に貢献した。
1925年（大正14年）の第7回極東選手権では日本代表監督を務め、その年には少年向けの指導書「ア式フットボール」を出版したが、翌年に教員を辞して朝日新聞社に入社し運動部記者となり、1939年（昭和14年）から1941年（昭和16年）まで運動部長を務めた。戦前の日本サッカー黎明期に取材を続け、サッカーの普及、発展に尽力した事で、サッカー記者の草分け的存在と呼ばれている。戦後には協会機関誌「蹴球」の編集長を務めた。また、日本蹴球協会常務理事や関東蹴球協会副会長を歴任した。
1958年（昭和33年）3月9日、東京都大田区大森で脳出血のため死去。墓所は福島県二本松市の大隣寺にある。
2005年（平成17年）に第1回日本サッカー殿堂入りを果たした。

## 選手経歴
- 東京府青山師範学校
- 東京蹴球団

## 指導者経歴
- 1925年　日本代表 監督

## 著書
- 山田午郎『ア式フットボール』杉田日進堂、1925年1月1日。ASIN B008YT9X6Q。